# Berryz工房 嗣永桃子のぷりぷりプリンセス
Berryz工房 嗣永桃子のぷりぷりプリンセス（ベリーズこうぼう つぐながももこのぷりぷりプリンセス）は、文化放送のインターネットストリーミング放送「超!A&G+」にて放送されていたインターネットラジオ番組（AM局へのネットあり）。パーソナリティはBerryz工房の嗣永桃子。
2012年3月期まではレコメン!内で毎週水曜日23:35 - 23:50に放送していた。レコメン!のリニューアル（K太郎の退任）に伴い、2012年4月より「超!A&G+」に移動、30分番組に拡張された。その後、2013年10月13日より「P.S. 元気です。孝宏」がスタートするため、4時間繰り上げて日曜20:00 - 20:30へ移動する。
2017年6月29日、30日に嗣永がカントリー・ガールズ及びハロー!プロジェクトを卒業、芸能界を引退することに伴い、『嗣永桃子のぷりぷりプリンセス～ももちフォーエバー～』と題し、一夜限りの特別番組を放送した。

## コーナー
- 投稿者の居住地を読み上げる際は必ず「アイドル王国」という枕詞が付けられ、ラジオネームは「ぷりプリネーム」と呼ぶ。例：「アイドル王国（都道府県名）地方にお住まいのぷりプリネーム××さん～」
- 『Berryz工房 起立! 礼! 着席!』に引き続き、新・嗣永憲法が発布される。ただし不定期だった『起立! 礼! 着席!』時代とは違って毎回発布された。放送回数も増え、200条を越えるに当たって、桃子姫は、考えるのに限界を感じてしまい廃止！と宣言するも、「ももち！許してにゃん裁判」の審議の結果を参考にしてはというお便りを受け、結局最終回まで発布を続けた。2013年夏には第1条から200条までをプリントしたTシャツが制作・販売された。
- ラジオネームは大抵、メッセージを全文読んだあとに読み上げられる。
- メッセージ（特に「桃子姫へのおたより」のコーナー）の最初に「桃子姫、こんばんは。」と入れるのがリスナーの中では暗黙のルールとなっている。
- 以下のコーナー以外にも単発のコーナーが設けられることもある。
- 「日曜の深夜にももちに言ってほしい一言」も募集しており、採用されるとジングルの際に読んでもらえる。
- 曲のリクエストも受け付けている（基本的にBerryz工房、Buono!など、嗣永が参加しているユニットの曲に限る）。

また、リクエストの際には、リクエストした理由やその曲に関する思い出などを書くことが基本となっている。
桃子姫へのおたより
リスナーから寄せられたメッセージを紹介する。
ももちはアイドル（旧称：桃はア・イ・ド・ル）
リスナーから送られた「嗣永桃子がテレビに出た時、司会者や視聴者をクラッとさせるためのアイデア」の中からいくつかを選び、紹介する。毎週嗣永が最もよいと思ったアイデアを送ってきたリスナーに、嗣永お手製の「勲章」が贈られることになっていたが、後期は勲章制作をサボりがちだった。
「もしもし、ももちです」（旧称：「もしもし、桃です！」）
リスナーに電話を掛け、会話をする。掛けた相手が電話に出なかったとしてもその模様がそのまま放送される。
ももちの乙女チックシミュレーション
男の子は乙女心を、女の子は男心を勉強できるコーナー。
ももちのハッピーワード工房
ネガティブ・マイナスな表現をポジティブ・プラスな表現にかえよう！というコーナー。
ももち！許してにゃん裁判
許せるか許せないか微妙なラインをリスナーが投稿。「許してにゃん」もしくは「許さない」の一言で判決をくだす。
ベリーズステーション
新曲リリース、コンサートなどの告知コーナー。
うわさのももち
リスナーがツイッター上や身の回りで見たり聞いたりした嗣永桃子の評判を報告するコーナー。
ももち！許してにゃんレポート（終了）
リスナーが日常生活や学校、職場で「許してにゃん」という言葉を使ったらどんなリアクションが返ってきたか、どんなことになったかを報告するコーナーだったが、お便りが少なすぎるため終了となった。

## ゲスト

### 2009年
- 4月14日・21日、5月19日・26日：柳原可奈子
- 8月4日・11日：田村ゆかり
- 9月22日：小出祐介（Base Ball Bear） - 「もしもし、桃です!」に出演。
- 11月10日：マシコ・ペプラー

### 2010年
- 1月12日：道重さゆみ（モーニング娘。）
- 2月10日：スマイレージ
- 3月9日：Berryz工房
- 6月23日：清水佐紀・徳永千奈美・須藤茉麻（Berryz工房）
- 9月22日：並木秀介・中神一保（大人の麦茶）・夏焼雅（Berryz工房）
- 11月10日：Berryz工房・K太郎

### 2011年
- 2月23日・3月2日：夏焼雅（Berryz工房）
- 8月24日：真野恵里菜
- 9月7日：K太郎
- 10月19日：矢島舞美（℃-ute）
- 11月9日：徳永千奈美（Berryz工房）

### 2012年
- 3月21日：徳永千奈美・須藤茉麻（Berryz工房）・K太郎
- 5月20日：鷲崎健
- 6月17日･24日：萩原舞（℃-ute）
- 7月1日：綾辻行人※コメントで出演
- 7月15日：綾辻行人
- 7月22日･29日：夏焼雅・須藤茉麻（Berryz工房）
- 9月30日：元ディレクターの「女王様」
- 10月28日：大美賀祐貴（現役大学生クイズ王、早稲田大学クイズ研究会）
- 11月11日：ルイズ・スフォルツア、ユカフィン・ドール（アフィリア・サーガ・イースト）
- 12月23日：浅野真澄・畑健二郎

### 2013年
- 1月6日：丹下桜※コメントで出演
- 1月20日：石田亜佑美（モーニング娘。）
- 3月24日：みずしな孝之
- 4月7日・14日：夏焼雅・須藤茉麻（Berryz工房）
- 7月7日：種村有菜
- 10月27日：アヤミ・チェルシー・スノウ、レイナ・スコット・モーゼル（アフィリア・サーガ）
- 12月22日：仙石みなみ・森咲樹・佐藤綾乃（アップアップガールズ（仮））

### 2014年
- 2月23日・3月2日：清水佐紀・須藤茉麻（Berryz工房）
- 3月30日：Berryz工房・K太郎

## 放送時間
文化放送
- 毎週火曜 23:35 - 23:50（2009年4月7日 - 2010年3月30日）
- 毎週水曜 23:35 - 23:50（2010年4月7日 - 2012年4月4日）

超!A&G+
- 毎週日曜24:00 - 24:30（2012年4月8日 - 2013年10月6日）
- 毎週日曜20:00 - 20:30（2013年10月13日 - 2014年4月6日）

## 超!A&G+放送時のネット局
| 放送局名   | 放送対象地域 | 放送曜日 | 放送時間      | 放送開始日                                                | 遅れ |
| ---------- | ------------ | -------- | ------------- | --------------------------------------------------------- | ---- |
| 北日本放送 | 富山県       | 日曜日   | 21:30 - 22:00 | 2012年10月7日～2013年3月31日 2013年10月6日～2014年3月30日 | 7日  |
| 福井放送   | 福井県       | 土曜日   | 21:30 - 22:00 | 2012年10月6日～2013年3月30日                              | 6日  |
| 高知放送   | 高知県       | 日曜日   | 16:30 - 17:00 | 2012年10月7日～2013年3月31日                              | 7日  |
| ラジオ福島 | 福島県       | 日曜日   | 21:30 - 22:00 | 2013年10月6日～2014年3月30日                              | 7日  |

超!A&G+移行後もプロ野球オフシーズンに地方局へのネット放送を行っていた。なおこれらのネット局版には、番組冒頭に放送地域のリスナーからのお便りを一通読むコーナーがあった。

## 地上波時代のネット局

### レコメン! 内
- 文化放送
- 秋田放送（2010年1月5日～）
- KBS京都

### Berryz工房 スッペシャルラジオ ぷりつぅ!内
「Berryz工房 べりつぅ!」と共に放送。合計で30分番組となっていた。
- 山梨放送（水曜 21:00 - 21:30、2011年10月5日 - 2012年3月28日）
- 高知放送（金曜 23:30 - 24:00、2011年10月7日～2012年3月30日）
- 和歌山放送（日曜 21:30 - 22:00、2011年10月9日～2012年4月1日）

## 備考
- 2009年8月5日、文化放送1階のサテライトプラスで公開収録が行われ、300人が集まった[6]。2012年9月21日に文化放送12階のメディアプラスホールで二度目の公開収録兼トークショーが行われた。
- 嗣永が公の場でしばしば使用する「おとももち」や「小指は愛を受信するアンテナ」というフレーズは本番組の『桃はア・イ・ド・ル』コーナーから生まれた。
- 2011年3月16日は東日本大震災のため休止となった。
- 超!A&G+での2012年4月29日の放送は「天たま500回記念 堀江由衣の天使の生たまご」[7]（22時30分 - 24時）の特番編成の影響で1時間30分遅れの25時30分 - 26時に繰り下げて放送された。
- 最終回1回前の2014年3月30日の放送は『Berryz工房 起立! 礼! 着席!』復活版として放送され、番組内のジングルも『起立! 礼! 着席!』とされていた。なおネット局版ではこの回が最終回となっている。